# Monodéndri
 (janvier 2013).
Si vous disposez d'ouvrages ou d'articles de référence ou si vous connaissez des sites web de qualité traitant du thème abordé ici, merci de compléter l'article en donnant les références utiles à sa vérifiabilité et en les liant à la section « Notes et références ».
Monodéndri (grec moderne : Μονοδένδρι) est un village du district régional d'Ioánnina en Épire au nord-ouest de la Grèce. Il est situé à 41 kilomètres au nord de la ville d'Ioánnina, à proximité des gorges de Vikos.
Monodéndri est construit à 1 060 mètres d'altitude et est constitué de beaucoup de maisons de pierres traditionnelles.